# Martignano
Martignano (Μαρτυν̌ιάνα, Martignàna in grico) è un comune italiano di 1 538 abitanti della provincia di Lecce in Puglia.
Situato nel cuore del Salento, è il più piccolo dei comuni della Grecìa Salentina, un'isola linguistica di nove comuni in cui si parla un antico idioma di origine greca, il grico.

## Geografia fisica

### Territorio
Martignano, situata nella parte centro-settentrionale della provincia a pochi chilometri dal Mare Adriatico, è adagiata a 90 metri sul livello del mare su una modesta altura (denominata serra) ricoperta da secolari piante di ulivo e dalla vegetazione sempreverde della macchia mediterranea.
Il suo territorio, la cui superficie di soli 6,35 km² lo pone fra i comuni con la più ridotta estensione territoriale del Salento, raggiunge circa i 60 m s.l.m. di altezza minima e i 101 m s.l.m. di altezza massima. Dista 15 km da Lecce, 20 km da Otranto, 38 km da Gallipoli, 50 km da Santa Maria di Leuca e 15 km da Torre dell'Orso, nel comune di Melendugno, che costituisce la località costiera più vicina.
Il comune di Martignano confina a nord con il comune di Caprarica di Lecce, a est con il comune di Calimera, a sud con i comuni di Martano e Zollino, a ovest con il comune di Sternatia.
- Classificazione sismica: zona 4 (sismicità molto bassa), Ordinanza PCM n. 3274 del 20/03/2003

### Clima
Dal punto di vista meteorologico Martignano rientra nel territorio del Salento orientale che presenta un clima mediterraneo, con inverni miti ed estati caldo umide. In base alle medie di riferimento, la temperatura media del mese più freddo, gennaio, si attesta attorno ai +10,4 °C, mentre quella del mese più caldo, agosto, si aggira sui +27,2 °C. Le precipitazioni, frequenti in autunno ed in inverno, si attestano attorno ai 352 mm di pioggia/anno. La primavera e l'estate sono caratterizzate da lunghi periodi di siccità.
Facendo riferimento alla ventosità, i comuni del Salento orientale sono influenzati fortemente dal vento attraverso correnti fredde di origine balcanica, oppure calde di origine africana.
| Martignano                 | Mesi | Mesi | Mesi | Mesi | Mesi | Mesi | Mesi | Mesi | Mesi | Mesi | Mesi | Mesi | Stagioni | Stagioni | Stagioni | Stagioni | Anno |
| Martignano                 | Gen  | Feb  | Mar  | Apr  | Mag  | Giu  | Lug  | Ago  | Set  | Ott  | Nov  | Dic  | Inv      | Pri      | Est      | Aut      | Anno |
| -------------------------- | ---- | ---- | ---- | ---- | ---- | ---- | ---- | ---- | ---- | ---- | ---- | ---- | -------- | -------- | -------- | -------- | ---- |
| T. max. media (°C)         | 13,9 | 14,8 | 17,7 | 20,4 | 25,9 | 30,7 | 31,3 | 31,5 | 30,6 | 25,2 | 18,6 | 14,4 | 14,4     | 21,3     | 31,2     | 24,8     | 22,9 |
| T. min. media (°C)         | 6,9  | 9,5  | 11,4 | 13,6 | 17,6 | 20,5 | 22,2 | 23,0 | 22,5 | 20,3 | 13,5 | 10,4 | 8,9      | 14,2     | 21,9     | 18,8     | 16,0 |
| Precipitazioni (mm)        | 43   | 44   | 40   | 31   | 20   | 9    | 0    | 0    | 22   | 50   | 42   | 51   | 138      | 91       | 9        | 114      | 352  |
| Umidità relativa media (%) | 78,7 | 78,2 | 77,8 | 77,3 | 76,2 | 72,9 | 70,9 | 72,4 | 76,5 | 79,2 | 80,5 | 80,3 | 79,1     | 77,1     | 72,1     | 78,7     | 76,7 |

- Classificazione climatica di Martignano:[6]
  - Zona climatica: C
  - Gradi giorno: 1216

## Origini del nome
L'ipotesi più accreditata sull'origine del nome è quella legata alla parola bizantina μάρτυς, traslitterato mártus, in riferimento all'appellativo dato al paese di testimone di fede, quando i monaci basiliani vi stabilirono sul territorio un importante luogo di culto. Le altre ipotesi rimandano ad un'origine latina e in particolare al nome Martinius con l'aggiunta del suffisso -anum o al nome della martora Martes. Quest'ultima ipotesi, nonostante sia stata adottata nel Cinquecento a stemma civico, è ritenuta fantasiosa.

## Storia
Le origini di Martignano risalgono al periodo della colonizzazione bizantina del Salento, sebbene non mancano ipotesi circa la fondazione in epoca romana. Sorto all'incrocio fra l'antica Via Traiana Calabra, che da Brindisi conduceva a Lecce e a Otranto, e la strada che da Roca Vecchia portava a Nardò, il casale è menzionato per la prima volta in un documento della seconda metà del XIII secolo in riferimento alla concessione del casale da parte degli Angioini a Simone Belvedere, genero del re Carlo I d'Angiò.
Agli inizi del XIV secolo il feudo appartenne ai Conti di Brienne Gualtieri e Isabella e successivamente passò a Maria d'Enghien, nipote di Isabella e moglie di Raimondello del Balzo Orsini. A partire dal XVI secolo il feudo passò nella proprietà di varie famiglie feudatarie che si succedettero sino al 1806, anno di eversione della feudalità: i Pignatelli, i Palmieri, i Pisanelli e per ultimi i Granafei.
Seicento e Settecento furono per Martignano secoli di soprusi e privazioni da parte dei feudatari locali che alimentavano lo sfruttamento per mantenere il proprio prestigio e la propria sfarzosità napoletana. Il casale si spopolò fino a contare solo 530 abitanti verso la fine del Settecento. Nel 1808 fu aggregato al comune di Sternatia, di cui ne rimase frazione fino al 1832, anno della riacquisizione dell'autonomia amministrativa.

## Monumenti e luoghi d'interesse

### Architetture religiose

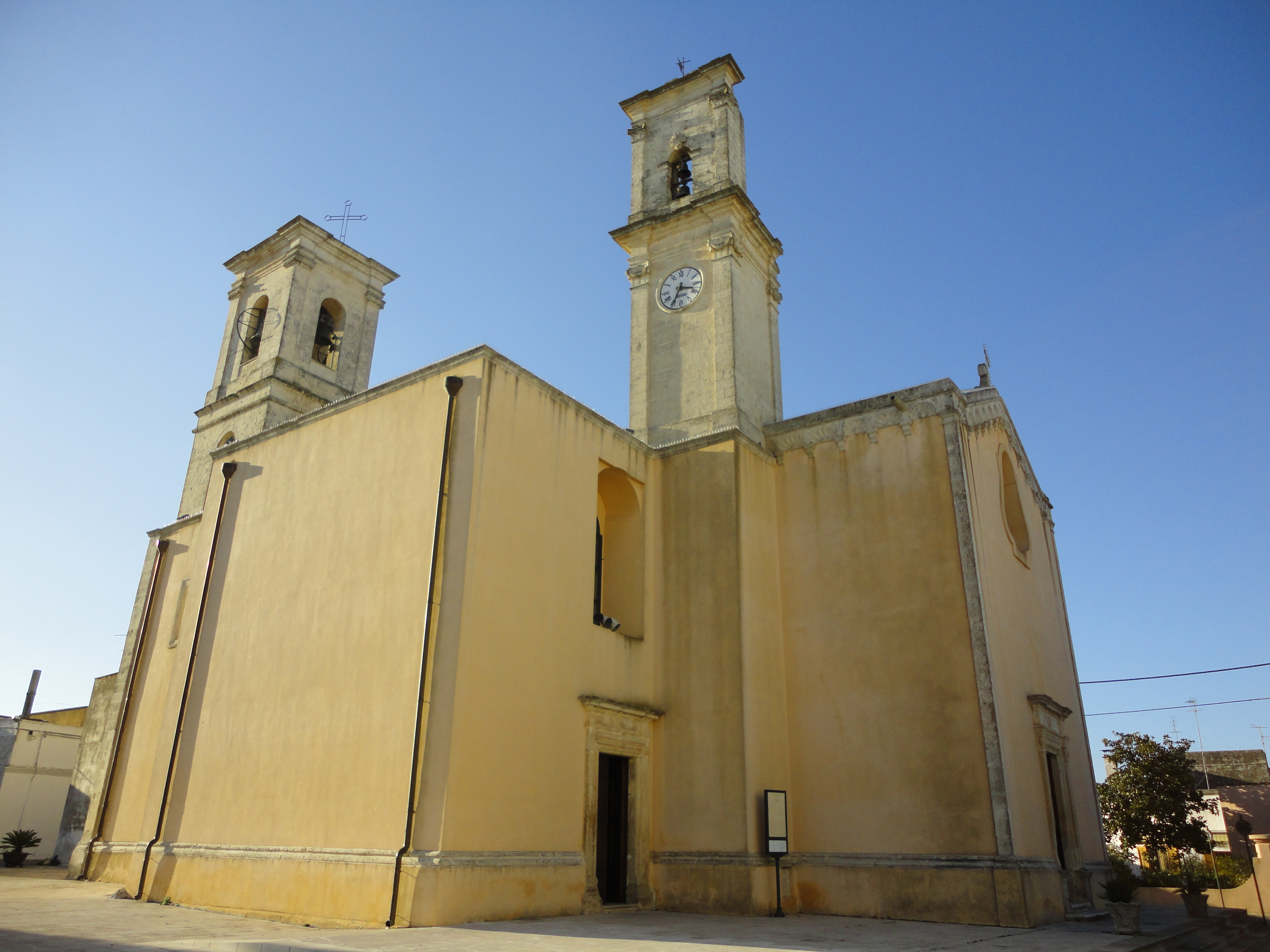
Chiesa di Santa Maria dei Martiri

#### Chiesa di Santa Maria dei Martiri
La chiesa madre di Santa Maria dei Martiri risale alla prima metà del XVI secolo. Esigenze di culto determinarono nei secoli nuove fasi costruttive che hanno portato alla configurazione planimetrica attuale. Presenta una facciata molto semplice, sormontata da una cuspide triangolare e impreziosita da archetti pensili a forma di conchiglia, tipicamente cinquecenteschi, che definiscono il contorno della chiesa anche sui lati. Sull'architrave della porta maggiore è inciso un motto in latino con la data 1541. L'interno si presenta molto ricco, soprattutto se confrontato alla sobrietà esterna. Ospita alcuni altari barocchi, dei quali il maggiore e i laterali della Madonna del Rosario e di San Pantaleone, furono scolpiti dall'artista leccese Giuseppe Cino. Numerose sono le tele di pittori salentini come la Madonna del Rosario, sull'omonimo altare, dipinta tra il 1788 e il 1789 da Oronzo Tiso. Di particolare pregio artistico è la statua argentea di San Pantaleone, protettore del paese e festeggiato il 27 luglio. Il pavimento musivo fu realizzato nel 1876.

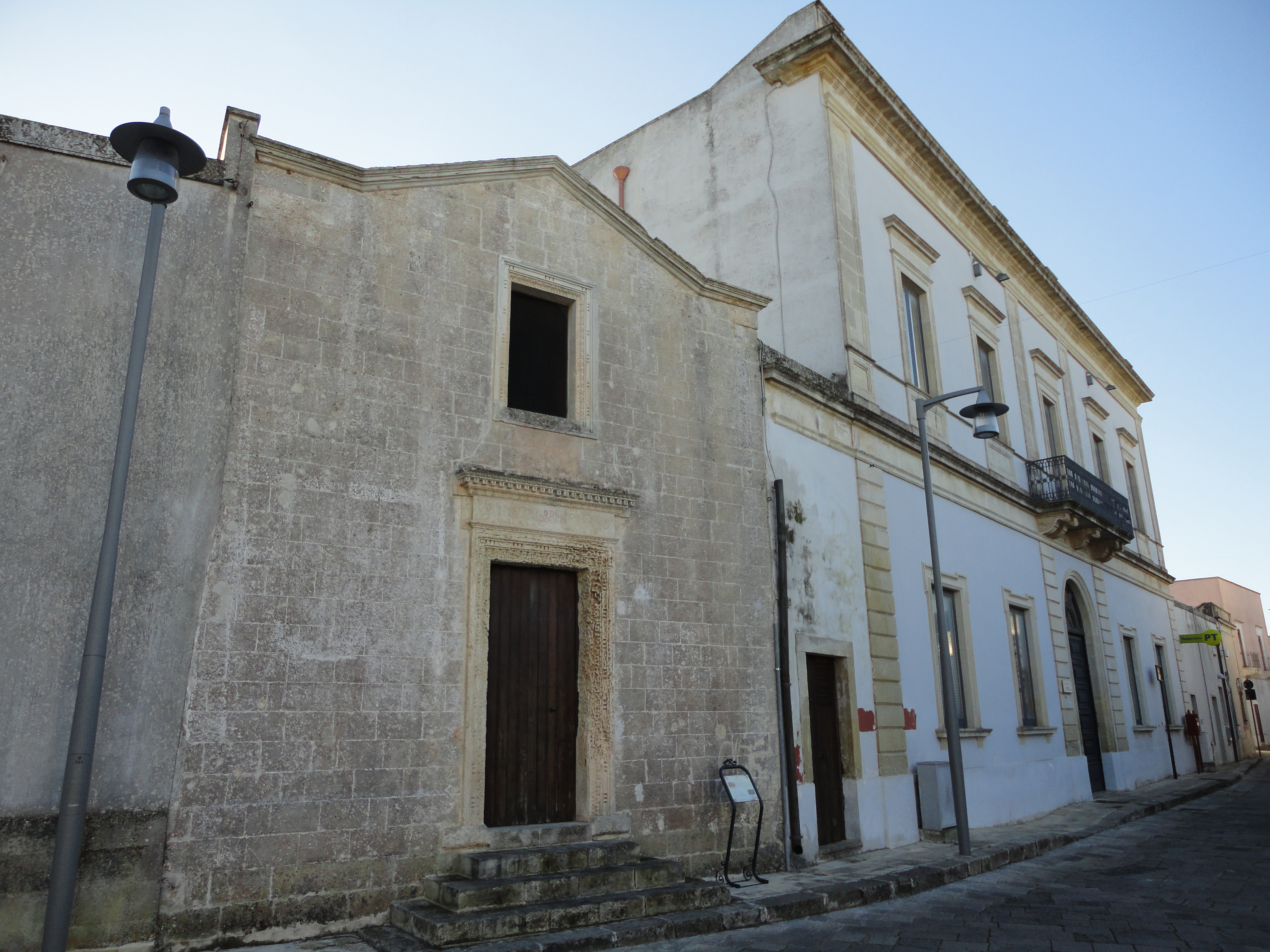
Cappella di San Giovanni Battista

#### Cappella di San Giovanni Battista
La cappella di San Giovanni Battista, situata sul lato ovest di Piazza Palmieri, porta inciso sull'architrave della porta d'ingresso la committenza e la data di costruzione: Con gratitudine Giannuzzo dedicò questo altare con la cappella, a Te precursore di Cristo 1621. Fu edificata dall'arcidiacono Giovanni Giannuzzo, come cappella privata, poco prima della morte avvenuta nel 1628. Da Giovanni l'edificio passò alla nipote Petronilla la quale, senza eredi, la lasciò, insieme ad altri cospicui beni, al Capitolo parrocchiale di Martignano. Costituita da un solo vano, presenta una copertura con volta a botte, con testa di padiglione sul lato ovest. Sulla sommità della copertura è presente un piccolo campanile a vela. L'interno è completamente affrescato. Le immagini sono divise su due cicli pittorici orizzontali: quello inferiore mostra le immagini di Cristo con gli Apostoli e Santi; quello superiore è diviso a sua volta in undici riquadri che illustrano la Vita di San Giovanni Battista, sottolineando la funzione didattica verso un popolo analfabeta. Gli affreschi, databili tra il quinto e il sesto decennio del Seicento, furono commissionati dal capitolo parrocchiale che li fece realizzare impiegandovi parte delle somme in denaro ricevute in eredità da Petronilla Giannuzzo. Probabilmente furono eseguiti in due fasi diverse, a breve distanza una dall'altra, e da pittori diversi. L'altare, il terzo ad essere stato realizzato nella cappella, è ottocentesco e conserva una tela seicentesca che rappresenta San Giovanni Battista nell'atto di battezzare Gesù; ai lati dello stesso gli affreschi (successivi al 1726) con l'Annunciazione, sdoppiata in due riquadri, in uno dei quali, ai piedi della Madonna, sono raffigurati i due committenti in preghiera.

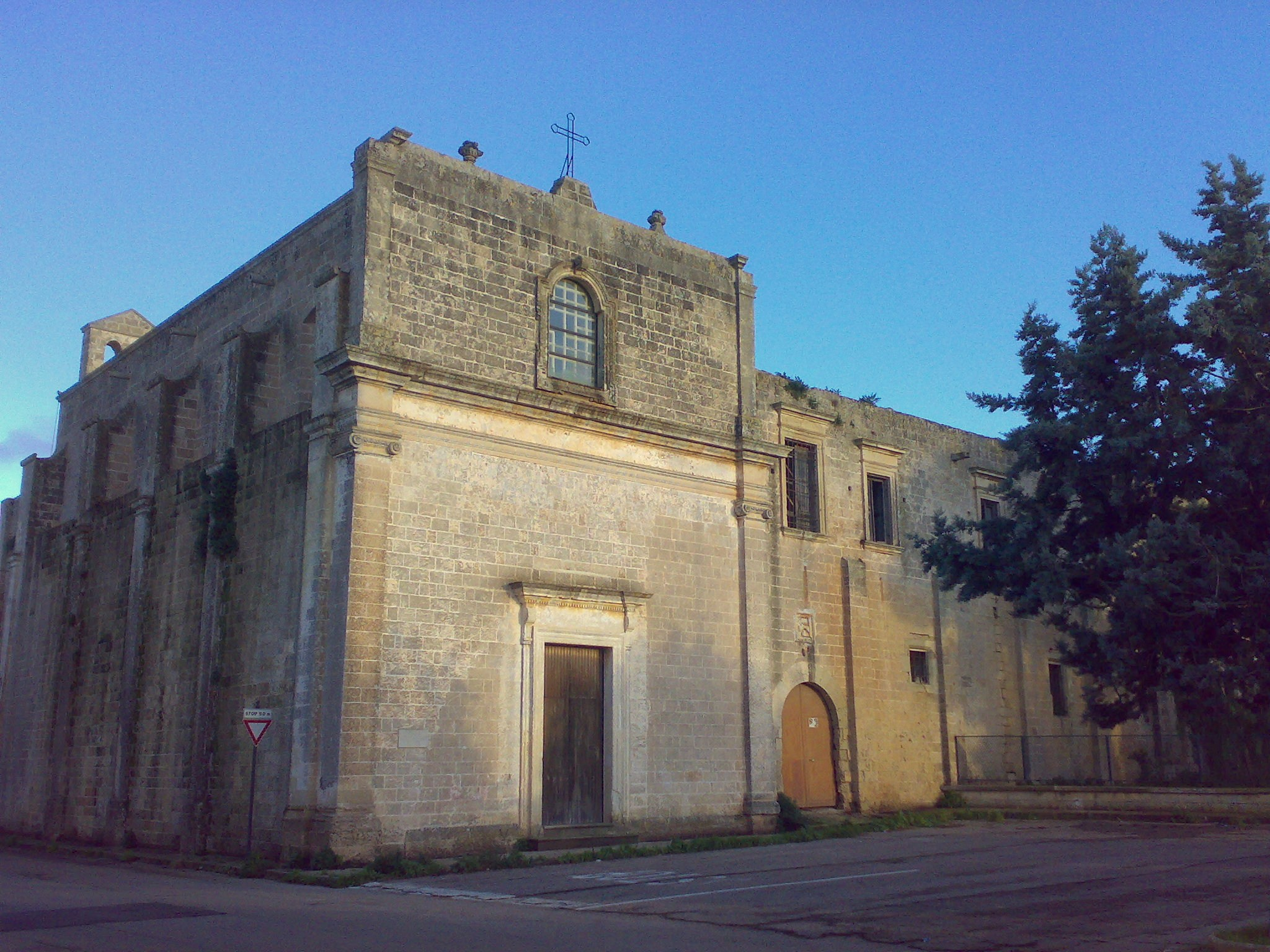
Chiesa e convento di San Francesco d'Assisi

#### Chiesa di San Francesco d'Assisi
La chiesa di San Francesco d'Assisi, con l'annesso convento dei minori conventuali, risale al XVII secolo. Il convento, la cui edificazione fu iniziata nel 1611, venne chiuso nel 1809 in seguito al decreto emanato da Gioacchino Murat che prevedeva la soppressione degli ordini religiosi nel Regno di Napoli. Confiscato, il convento passò in mano a privati mentre la chiesa fu affidata alla parrocchia del paese. La chiesa, databile agli anni settanta del Seicento, si caratterizza per una semplice facciata inquadrata da due paraste terminanti con capitelli ionici. Divisa in due ordini da un cornicione, si presenta con un finestrone centrale posto in asse con l'unico portale d'accesso. L'interno, con pianta a navata unica e con ambiente retrostante che originariamente ospitava il coro, è costituito da tre brevi cappelle per lato ospitanti gli altari di san Giuseppe da Copertino, di sant'Antonio da Padova e della Madonna del Rosario a destra, del Crocifisso, dell'Immacolata e di Santa Maria degli Angeli a sinistra. Scomparso è l'altare maggiore, così come le tante tele che adornavano la chiesa.
Intorno all'adiacente chiostro quadrangolare, si distribuiscono i vari locali del convento. Al piano terra si affacciano i magazzini, la stalla, il deposito per l'olio, il forno, la cucina e il refettorio; al primo piano si trovano le celle dei monaci e la grande sala che ospitava l'ormai perduta biblioteca.

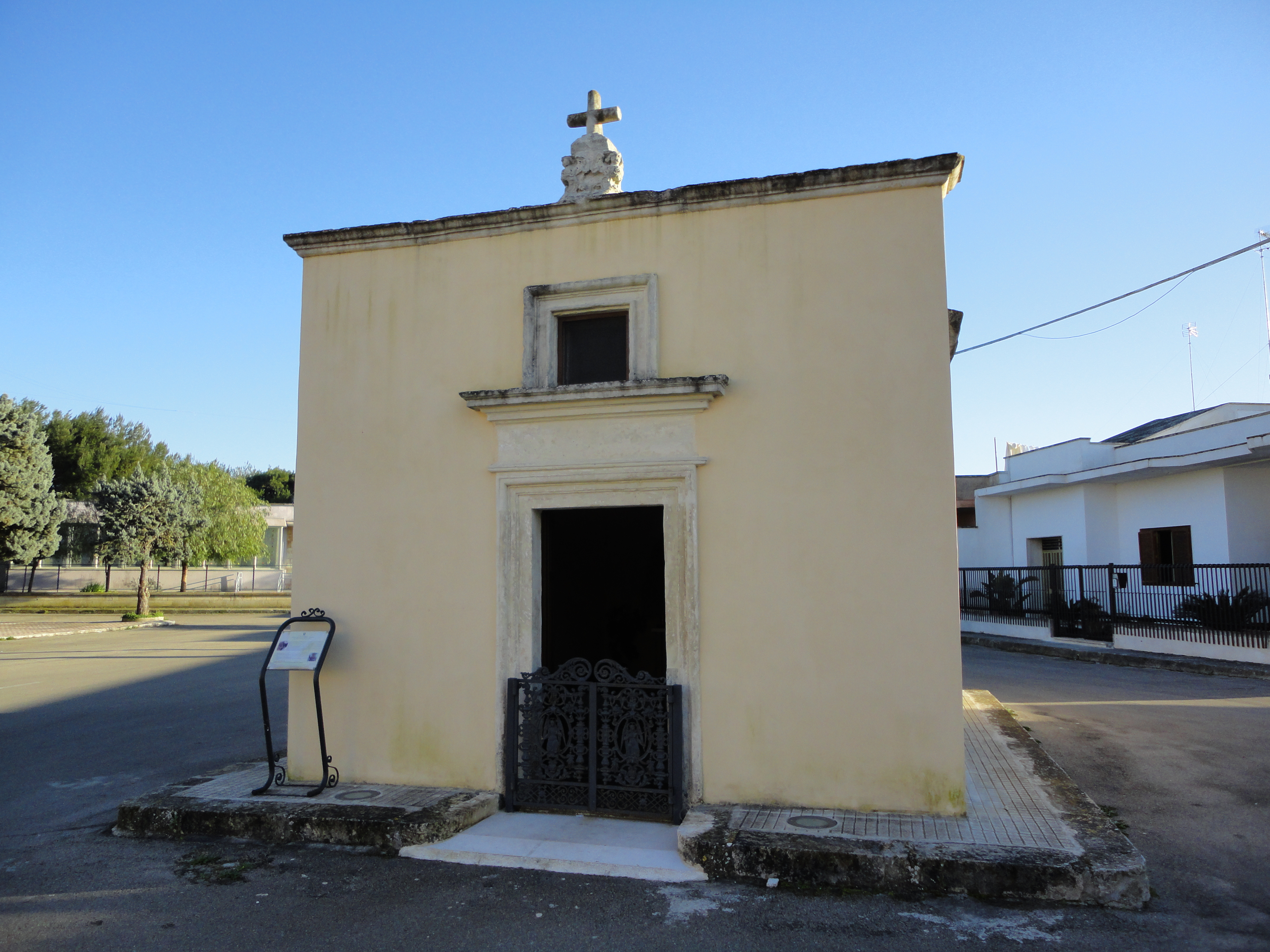
Cappella della Madonna delle Grazie

#### Cappella della Madonna delle Grazie
La cappella della Madonna delle Grazie è chiamata dalla popolazione locale col termine cunèddha, che nel dialetto grico significa piccola immagine, con riferimento ad un'icona della Vergine, raffigurata insieme ai Santi Eligio e Donato, in un affresco all'interno. Eretta verso la fine del Cinquecento, compare per la prima volta nella relazione della visita pastorale dell'arcivescovo di Otranto Lucio De Morra del 1608, che ne attesta l'edificazione a spese e per devozione dei fedeli di Martignano. Dalla relazione della visita pastorale del 1755 si ricava una descrizione dell'affresco, che testimonia la presenza, ai lati della Beata Vergine, dei due santi Eligio e Donato, molto venerati dalle popolazioni contadine per essere, il primo, protettore dei maniscalchi e degli animali domestici, il secondo, protettore dei malati di epilessia. La piccola chiesetta, dopo l'edificazione del vicino convento dei Minori Conventuali, divenne il punto di riferimento per quelle madri indigenti che, volendo disfarsi dei neonati, li abbandonavano di notte per essere recuperati dai frati.

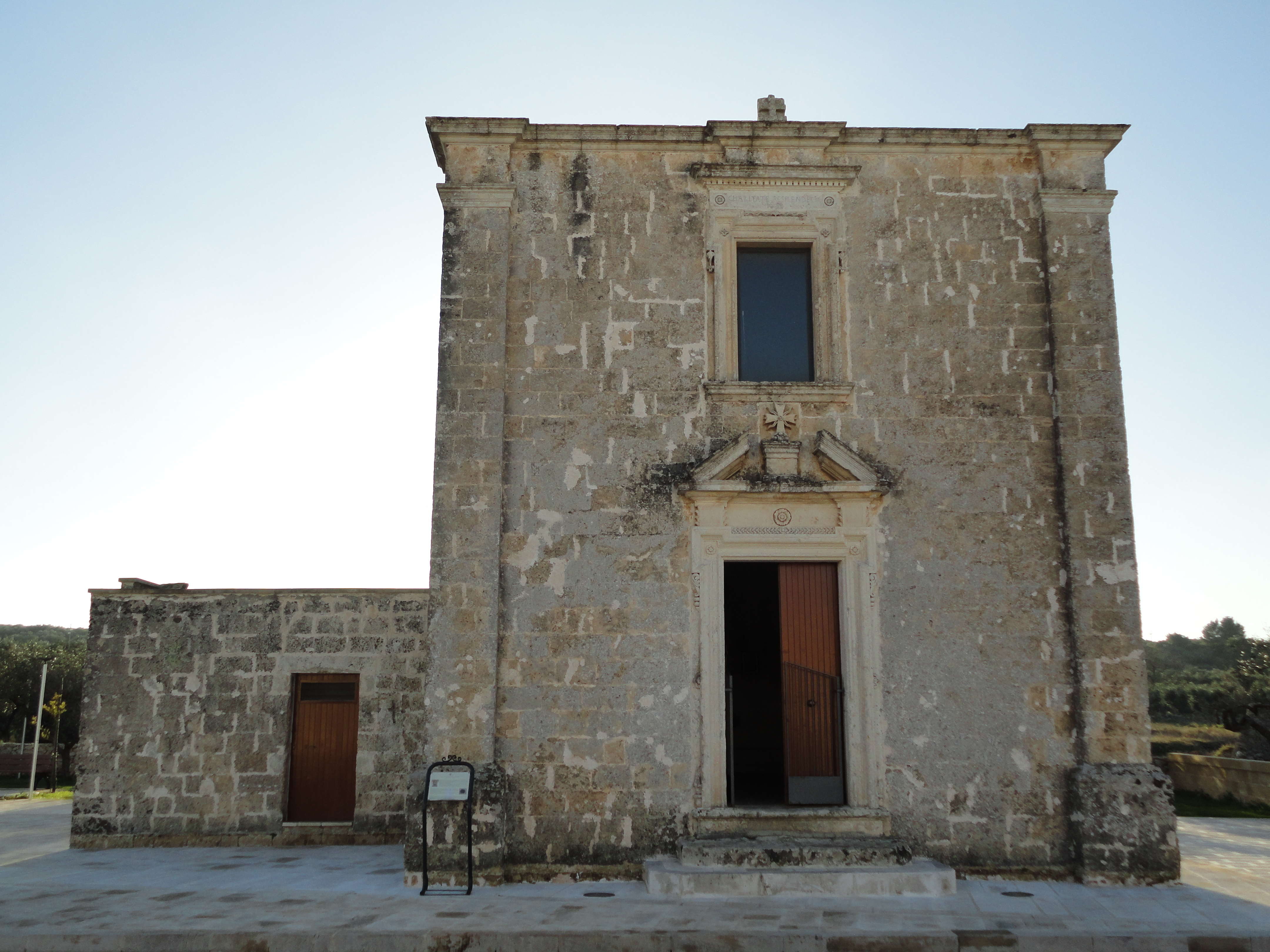
Cappella del Mantovano

#### Cappella del Mantovano
La cappella del Mantovano è una chiesa extraurbana situata al confine con il feudo del comune di Calimera ed è dedicata alla Vergine delle Grazie. Non è chiaro il significato del termine mantovano, col quale viene indicata anche tutta la zona intorno. La tradizione popolare vuole la chiesa fondata da un oriundo di Mantova, probabilmente un mercante che, sorpreso sul luogo da un tremendo temporale, restò miracolosamente indenne e fece edificare la chiesa per grazia ricevuta. In realtà, documenti d'archivio e testimonianze epigrafiche attestano che la cappella fu costruita con le offerte degli abitanti di Martignano nel 1696, data che si legge sulla chiave di volta della copertura ed è ripetuta sull'architrave della finestra della facciata insieme al motto CHARITATE RESPLENDET. Un'altra iscrizione incisa sulla targa epigrafica dell'altare, precisa che lo stesso fu costruito nel 1701, sempre con le offerte dei fedeli. L'altare barocco è intitolato alla Madonna delle Grazie; al centro una folta raggiera di un sole racchiudeva nella parte retrostante, un affresco andato perso. A questo, in seguito ai restauri ottocenteschi, fu sovrapposta una tela raffigurante una Vergine col bambino, trafugata nel 1981. Un recente affresco si è sovrapposto a quello originario.

### Architetture civili

#### Palazzo Palmieri

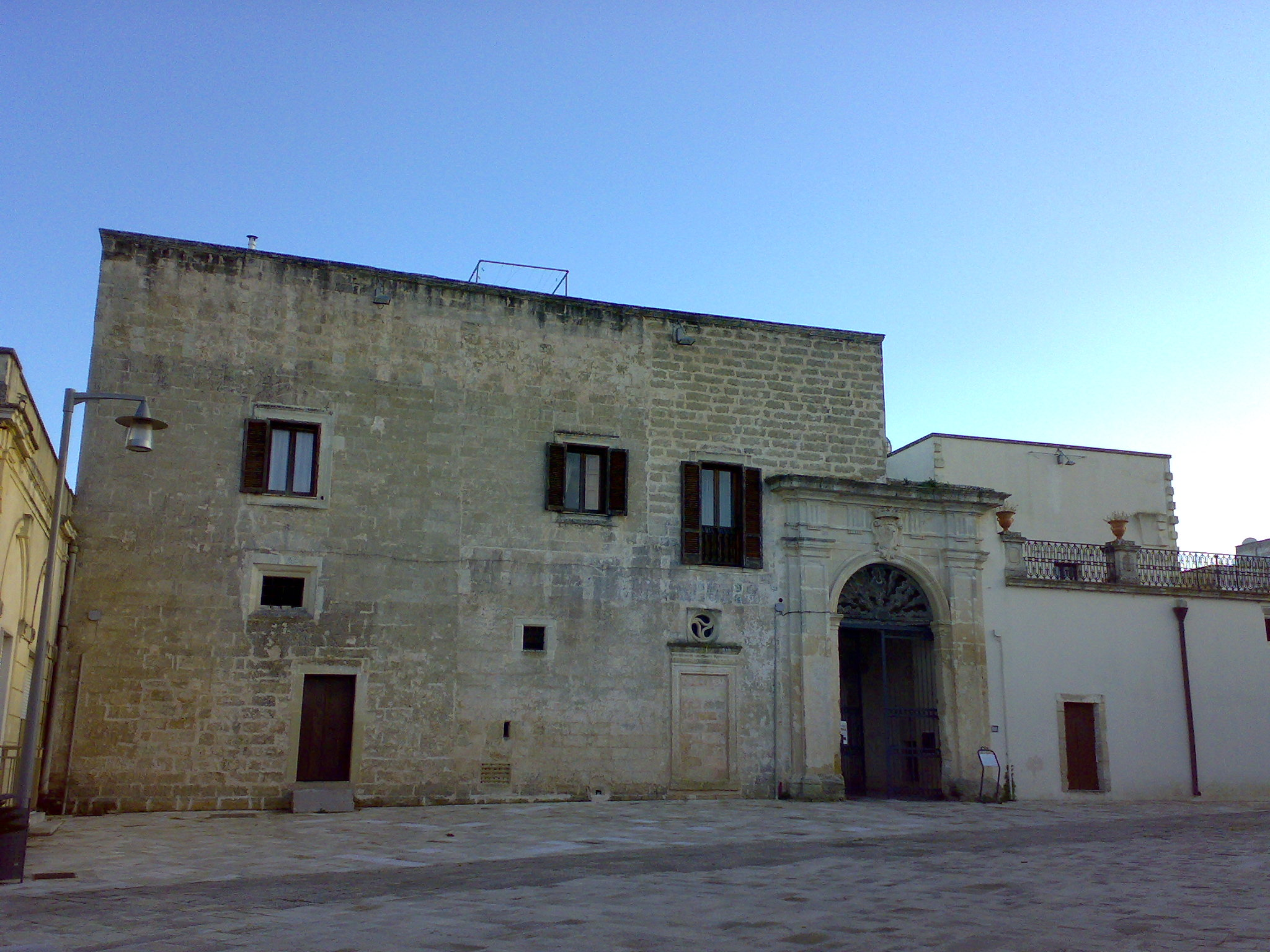
Palazzo Palmieri

Palazzo Palmieri, di impianto cinquecentesco, venne costruito con funzioni residenziali e difensive ed ampliato fino al XVIII secolo. Diede i natali al più illustre cittadino martignanese, Giuseppe Palmieri nato il 5 maggio 1721. Sulla facciata, scarsamente riconoscibili, sono rimaste due tracce dell'uso difensivo: una feritoia rettangolare ed un'apertura sferica per la volata di una colubrina. Molto indicativo è il triscele (dal greco triskeles = tre gambe) sull'architrave della raffinata (murata) porta a sinistra del portale d'ingresso, motivo iconografico di origine orientale, frequente nella monetazione greca e romana, composto da bracci curvilinei che girano nella stessa direzione, associati al dinamismo, al torcere, al ruotare. L'imponente portale d'ingresso del Palazzo venne costruito negli anni settanta del Settecento. Nello scudo coronato, collocato sull'arco, è presente lo stemma dei Granafei, un leone con tre spighe di grano.
Il Palazzo presenta due piani fuori terra, un cortile centrale pavimentato con conci di pietra dura dal quale, a destra e a sinistra, si sale ai piani superiori. Pregevole è l'elegante terrazza che si apre in alto a destra del prospetto. Adiacente al palazzo è un grande frantoio semi-ipogeo. Il frantoio, da un impianto ipogeo venne ampliato fino all'attuale struttura, passando da una lavorazione ai torchi alla calabrese ad una alla genovese. La macina, alla francese, presenta un'ampia vasca con due macine in pietra verticali. Visibili all'interno la stalla, le vasche di raccolta dell'olio, le stanze di deposito (le sciave) e lu ciucciu, organo verticale utilizzato per moltiplicare la forza di pressione sull'impasto delle olive.
A Palazzo Palmieri ha sede il Parco Turistico Culturale Palmieri, Centro servizi al Turismo ed alla Cultura, gestito dall'Associazione Turistica Culturale Salento Griko in Convenzione con il Comune di Martignano, proprietario dell'immobile. All'interno sono presenti i servizi gratuiti di Front Office Turistico, Mediateca e Biblioteca. Durante l'intero anno sono numerosi gli appuntamenti culturali (concerti, dibattiti, presentazioni libri, mostre, visite, ecc.) che vi si svolgono.

### Altro

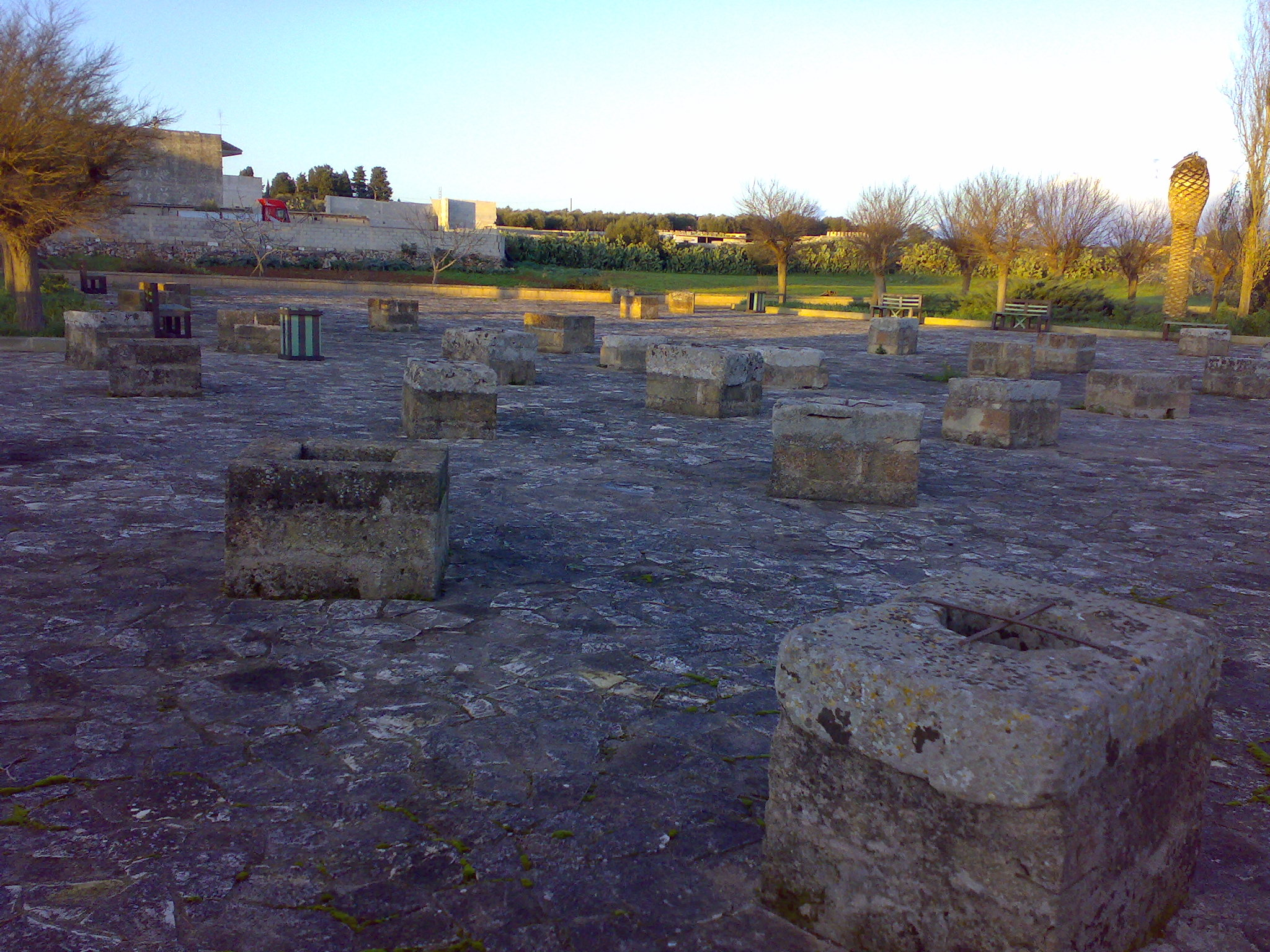
Pozzelle

#### Pozzelle
Le pozzelle (in grico ta fréata) sono un raggruppamento di piccoli serbatoi per la raccolta dell'acqua. Le pozzelle, scavate nella roccia friabile in una naturale depressione del terreno, venivano rivestite con pietre di calcare permeabile in modo tale da permettere alle acque piovane di filtrare. Hanno una profondità variabile dai quattro ai sei metri e una forma ad imbuto capovolto. Alla sommità presentano un grosso blocco lapideo forato al centro da cui si prelevava l'acqua.
Le pozzelle di Martignano, chiamate anche pozzi di San Pantaleo, sono situate nella parte più bassa del paese, dove le acque piovane, per la particolare composizione del suolo, permangono a lungo prima di scomparire nella falda.

## Società

### Evoluzione demografica
Abitanti censiti

### Etnie e minoranze straniere
Al 31 dicembre 2020 a Martignano risultano residenti 25 cittadini stranieri. La nazionalità principale è:

Dislocazione dei comuni della Grecìa Salentina

- Romania - 8

### Lingue e dialetti
A Martignano, comune della Grecìa Salentina, oltre al dialetto salentino, si parla il grico. Il grecanico o grico è un dialetto (o gruppo di dialetti) di tipo neo-greco residuato probabilmente di una più ampia e continua area linguistica ellenofona esistita anticamente nella parte costiera della Magna Grecia. I greci odierni chiamano la lingua Katoitaliótika (Greco: Κατωιταλιώτικα, "Italiano meridionale"). La lingua, scritta in caratteri latini, presenta punti in comune con il neogreco e nel frattempo vocaboli che sono frutto di evidenti influenze leccesi o comunque neolatine.

### Tradizioni e folclore

#### Carnevale di Martignano e della Grecìa Salentina
Il Carnevale della Grecìa Salentina è una manifestazione che coinvolge tutti i comuni grici dal 1984. Il primo carnevale popolare di Martignano nasce invece nel 1979. Le manifestazioni carnascialesche prevedono una grande sfilata di carri allegorici e di gruppi mascherati l'ultima domenica di carnevale. Il martedì grasso è dedicato al tradizionale rito de La Morte te lu Paolinu, appuntamento che chiude i festeggiamenti del Carnevale. Si tratta di un momento di improvvisata teatralità, il cui spettacolo si basa su una commedia tragicomica dove gli attori protagonisti mettono in piazza, in forma ironica, i principali personaggi e i fatti più curiosi verificatisi nell'ultimo anno nella comunità martignanese. Dopo il rogo del fantoccio si colloca in piazza la Caremma, rappresentante la Quaresima, la quale viene bruciata al termine del periodo quaresimale.

## Cultura

### Istruzione

#### Biblioteche
- Biblioteca e Mediateca del Mediterraneo. La Biblioteca ha un fondo dell'Istituto di Culture Mediterranee della Provincia di Lecce di circa 9.000 volumi. A questo si aggiunge un fondo di altri 4.000 volumi del Comune di Martignano. La Mediateca fa parte del Campus Satellitare del Salento dell'Università del Salento[11].

Entrambi i servizi sono ubicati a Palazzo Palmieri.

#### Scuole
A Martignano sono presenti una scuola dell'infanzia, una scuola primaria e una scuola secondaria di I grado.
- Parco Turistico Culturale "G. Palmieri"[12]
Situato a Martignano, in Grecìa Salentina, l'area linguistica del Salento, il Parco Palmieri offre servizi di accoglienza e promozione turistica abbinati alla fruizione del territorio e del tessuto culturale e sociale. Aperto tutto l'anno offre anche i servizi di Mediateca e Biblioteca. È meta ogni anno di migliaia di visitatori. Con le guide turistiche del Parco è possibile visitare Martignano, la Grecìa Salentina e l'intero Salento.

### Musica
La musica tradizionale di Martignano è la Pizzica, un ballo legato in antichità al culto di Dioniso, allora assai presente in terra salentina. I gruppi musicali di pizzica originari di Martignano sono: Arakne Mediterranea, Anime Bianche, Briganti di Terra d'Otranto e i giovani Ta Koràssia.

### Eventi

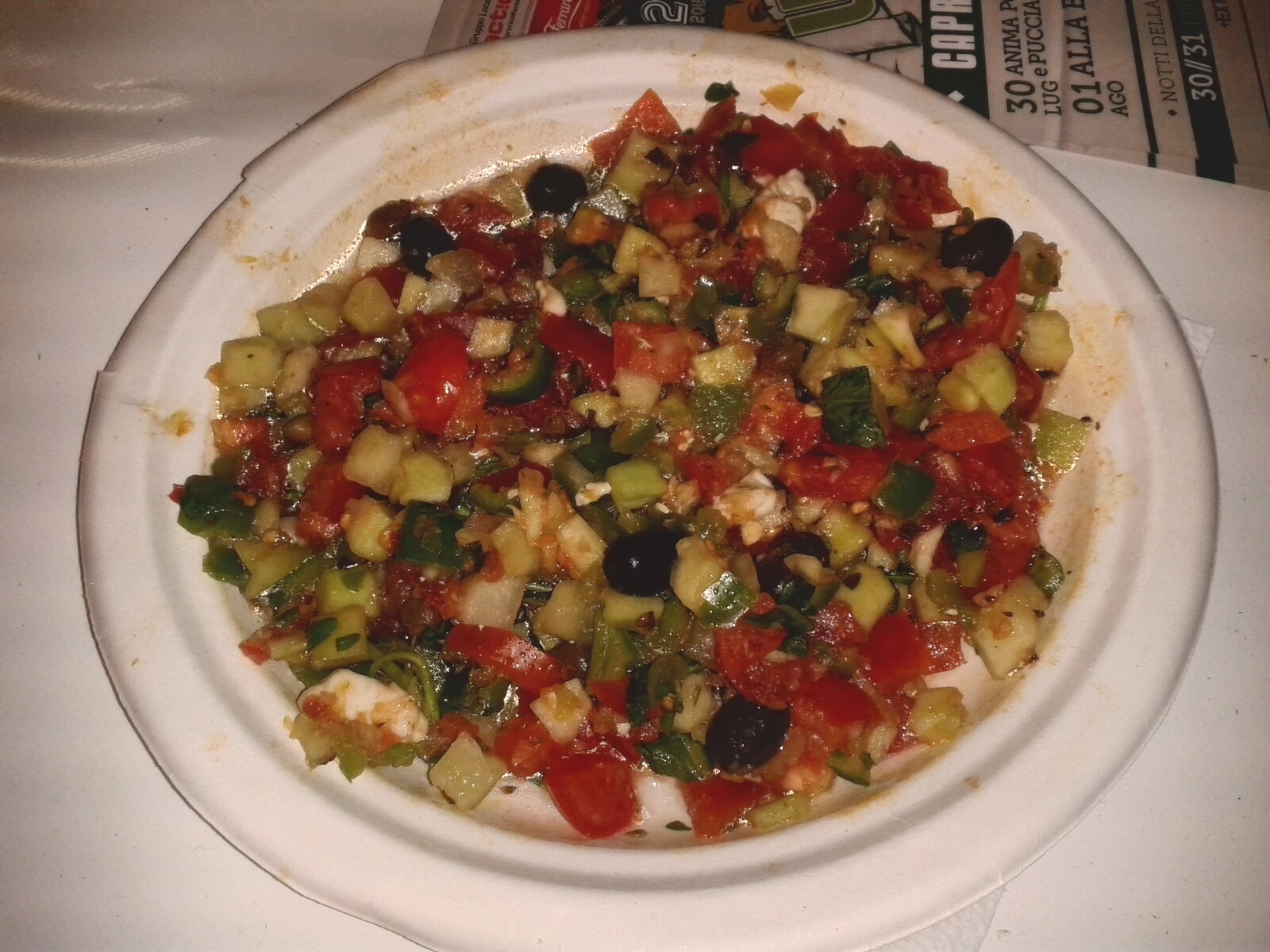
Insalata grica

- Carnevale Martignanese e della Grecìa Salentina - sfilata ultima domenica di Carnevale (edizione n° 45 per il carnevale martignanese e n° 39  per quello grico nel 2025)
- Morte de lu Paulinu - martedì grasso
- Canti di Passione - domenica delle Palme
- Sagra dell'insalata grica e della salsiccia - primo fine settimana di luglio (edizione n° 34 nel 2025)
- Festa patronale di San Pantaleone - 26 e 27 luglio
- Tappa del Festival de La Notte della Taranta - agosto
- Festa de l'Uragano - 15 e 16 novembre. In questa ricorrenza si ricorda il miracolo riconosciuto a San Pantaleone nel 1718, quando risparmiò Martignano da un devastante uragano che imperversò nella zona.

## Infrastrutture e trasporti

### Strade
I collegamenti stradali principali sono rappresentati da:
- Strada statale 16 Adriatica Lecce-Maglie

Il centro è anche raggiungibile dalle strade provinciali interne: SP30 da Calimera e da Sternatia; SP28 da Martano e da Caprarica di Lecce.

## Amministrazione
Di seguito è presentata una tabella relativa alle amministrazioni che si sono succedute in questo comune.
| Periodo         | Periodo        | Primo cittadino  | Partito                                                        | Carica  | Note   |
| --------------- | -------------- | ---------------- | -------------------------------------------------------------- | ------- | ------ |
| 31 gennaio 1988 | 31 maggio 1990 | Luigi Sergio     | Partito Comunista Italiano                                     | Sindaco | [ 13 ] |
| 31 maggio 1990  | 24 aprile 1995 | Luigi Sergio     | Partito Democratico della Sinistra, Partito Comunista Italiano | Sindaco | [ 13 ] |
| 24 aprile 1995  | 14 giugno 1999 | Salvatore Sergio | centro-sinistra                                                | Sindaco | [ 13 ] |
| 14 giugno 1999  | 14 giugno 2004 | Antonio Tommasi  | centro-sinistra                                                | Sindaco | [ 13 ] |
| 15 giugno 2004  | 8 giugno 2009  | Luigi Sergio     | lista civica Insieme per crescere                              | Sindaco | [ 13 ] |
| 8 giugno 2009   | 10 giugno 2013 | Luigi Sergio     | lista civica Insieme per crescere                              | Sindaco | [ 13 ] |
| 26 maggio 2014  | 26 maggio 2019 | Luciano Aprile   | lista civica Insieme per crescere                              | Sindaco | [ 13 ] |
| 26 maggio 2019  | 9 giugno 2024  | Luciano Aprile   | lista civica Insieme per crescere                              | Sindaco | [ 13 ] |
| 9 giugno 2024   | in carica      | Luigi Sergio     | lista civica Insieme per crescere                              | Sindaco | [ 13 ] |

### Gemellaggi
- Kafar Matta